# Lista foștilor membri ai Camerei Reprezentanților Statelor Unite ale Americii: H
Această este o listă a foștilor membri ai Camerei Reprezentanților Statelor Unite ale Americii al căror nume de familie începe cu litera H.
| Reprezentant            | Ani                             | Stat           | Partid               |
| ----------------------- | ------------------------------- | -------------- | -------------------- |
| Lindley H. Hadley       | 1915-1933                       | Washington     | Republican           |
| Tom Hagedorn            | 1975-1983                       | Minnesota      | Republican           |
| Harold Hagen            | 1943-1945                       | Minnesota      | Țărănist-Muncitoresc |
| Harold Hagen            | 1945-1955                       | Minnesota      | Republican           |
| Warren A. Haggott       | 1907-1909                       | Colorado       | Republican           |
| Eugene Jerome Hainer    | 1893-1897                       | Nebraska       | Republican           |
| Eugene Hale             | 1869-1879                       | Maine          | Republican           |
| Fletcher Hale           | 1925-1931                       | New Hampshire  | Republican           |
| Nathan W. Hale          | 1905-1909                       | Tennessee      | Republican           |
| James A. Haley          | 1953-1977                       | Florida        | Democrat             |
| Darwin Hall             | 1889-1891                       | Minnesota      | Republican           |
| Hiland Hall             | 1833-1837                       | Vermont        | Național Republican  |
| Hiland Hall             | 1837-1843                       | Vermont        | Whig                 |
| Osee M. Hall            | 1891-1895                       | Minnesota      | Democrat             |
| Philo Hall              | 1907-1909                       | South Dakota   | Republican           |
| Sam B. Hall             | 1976-1985                       | Texas          | Democrat             |
| Thomas Hall             | 1924-1933                       | North Dakota   | Republican           |
| Tony P. Hall            | 1979-2002                       | Ohio           | Democrat             |
| Willard Hall            | 1817-1821                       | Delaware       | Democrat-Republican  |
| William Hall            | 1831-1833                       | Tennessee      | Democrat             |
| Seymour Halpern         | 1959-1973                       | New York       | Republican           |
| Kittel Halvorson        | 1891-1893                       | Minnesota      | Populist             |
| Samuel Hambleton        | 1869-1873                       | Maryland       | Democrat             |
| Thomas Ray Hamer        | 1909-1911                       | Idaho          | Republican           |
| Patrick Hamill          | 1869-1871                       | Maryland       | Democrat             |
| Andrew J. Hamilton      | 1859-1861                       | Texas          | Independent Democrat |
| Charles M. Hamilton     | 1868-1871                       | Florida        | Republican           |
| Edward L. Hamilton      | 1897-1921                       | Michigan       | Republican           |
| Lee Hamilton            | 1965-1999                       | Indiana        | Democrat             |
| William T. Hamilton     | 1849-1855                       | Maryland       | Democrat             |
| Hannibal Hamlin         | 1843-1847                       | Maine          | Democrat             |
| John Paul Hammerschmidt | 1967-1993                       | Arkansas       | Republican           |
| Edward Hammond          | 1849-1853                       | Maryland       | Democrat             |
| Winfield Scott Hammond  | 1907-1915                       | Minnesota      | Democrat             |
| Kent Hance              | 1979-1985                       | Texas          | Democrat             |
| John Hancock            | 1871-1877, 1883-1885            | Texas          | Democrat             |
| L. Irving Handy         | 1897-1899                       | Delaware       | Democrat             |
| James M. Hanks          | 1871-1873                       | Arkansas       | Democrat             |
| L. B. Hanna             | 1909-1913                       | North Dakota   | Republican           |
| Henry C. Hansbrough     | 1889-1891                       | North Dakota   | Republican           |
| George V. Hansen        | 1965-1969, 1975-1985            | Idaho          | Republican           |
| James V. Hansen         | 1981-2003                       | Utah           | Republican           |
| Julia Butler Hansen     | 1960-1974                       | Washington     | Democrat             |
| Orval H. Hansen         | 1969-1975                       | Idaho          | Republican           |
| Alexander C. Hanson     | 1813-1816                       | Maryland       | Federalist           |
| Jeremiah Haralson       | 1875-1877                       | Alabama        | Republican           |
| Ralph R. Harding        | 1961-1965                       | Idaho          | Democrat             |
| Guy U. Hardy            | 1919-1933                       | Colorado       | Republican           |
| Tom Harkin              | 1975-1985                       | Iowa           | Democrat             |
| Richard F. Harless      | 1943-1949                       | Arizona        | Democrat             |
| John W. Harreld         | 1919-1921                       | Oklahoma       | Republican           |
| William H. Harries      | 1891-1893                       | Minnesota      | Democrat             |
| Benjamin G. Harris      | 1863-1867                       | Maryland       | Democrat             |
| Isham G. Harris         | 1849-1853                       | Tennessee      | Democrat             |
| J. Morrison Harris      | 1855-1861                       | Maryland       | American             |
| John Harris             | 1807-1809                       | New York       | Democrat-Republican  |
| Katherine Harris        | 2003-2007                       | Florida        | Republican           |
| Oren Harris             | 1941-1966                       | Arkansas       | Democrat             |
| Thomas K. Harris        | 1813-1815                       | Tennessee      | Democrat-Republican  |
| Frank G. Harrison       | 1983-1985                       | Pennsylvania   | Democrat             |
| Horace Harrison         | 1873-1875                       | Tennessee      | Republican           |
| Robert D. Harrison      | 1951-1959                       | Nebraska       | Republican           |
| William Henry Harrison  | 1816-1819                       | Ohio           | Fără partid          |
| William Henry Harrison  | 1951-1955, 1961-1965, 1967-1969 | Wyoming        | Republican           |
| Melissa Hart            | 2001-2007                       | Pennsylvania   | Republican           |
| Michael J. Hart         | 1931-1935                       | Michigan       | Democrat             |
| Thomas Hartley          | 1789-1795                       | Pennsylvania   | Pro-Administrație    |
| Thomas Hartley          | 1795-1800                       | Pennsylvania   | Federalist           |
| Charles S. Hartman      | 1893-1897                       | Montana        | Republican           |
| Charles S. Hartman      | 1897-1899                       | Montana        | Silver Republican    |
| R. James Harvey         | 1961-1974                       | Michigan       | Republican           |
| Josiah Hasbrouck        | 1803-1805, 1817-1819            | New York       | Democrat-Republican  |
| Harry G. Haskell, Jr.   | 1957-1959                       | Delaware       | Republican           |
| William T. Haskell      | 1847-1849                       | Tennessee      | Whig                 |
| Kittredge Haskins       | 1901-1909                       | Vermont        | Republican           |
| William W. Hastings     | 1915-1921, 1923-1935            | Oklahoma       | Democrat             |
| Herschel H. Hatch       | 1883-1885                       | Michigan       | Republican           |
| William Hathaway        | 1965-1973                       | Maine          | Democrat             |
| John Hathorn            | 1789-1791                       | New York       | Anti-Administrație   |
| John Hathorn            | 1795-1797                       | New York       | Democrat-Republican  |
| Robert H. Hatton        | 1859-1861                       | Tennessee      | Opoziționist         |
| Jonathan N. Havens      | 1795-1799                       | New York       | Democrat-Republican  |
| Augustus F. Hawkins     | 1963-1991                       | California     | Democrat             |
| George S. Hawkins       | 1857-1861                       | Florida        | Democrat             |
| Isaac R. Hawkins        | 1866-1867                       | Tennessee      | Unionist             |
| Isaac R. Hawkins        | 1867-1871                       | Tennessee      | Republican           |
| Willis C. Hawley        | 1907-1933                       | Oregon         | Republican           |
| Carl T. Hayden          | 1912-1927                       | Arizona        | Democrat             |
| Jimmy Hayes             | 1987-1995                       | Louisiana      | Democrat             |
| Jimmy Hayes             | 1995-1997                       | Louisiana      | Republican           |
| Rutherford B. Hayes     | 1865-1867                       | Ohio           | Republican           |
| Brooks Hays             | 1943-1959                       | Arkansas       | Democrat             |
| William Hayward, Jr.    | 1823-1825                       | Maryland       | Democrat-Republican  |
| Donald Hayworth         | 1955-1957                       | Michigan       | Democrat             |
| J. D. Hayworth          | 1995-2007                       | Arizona        | Republican           |
| Nathaniel Hazard        | 1819-1820                       | Rhode Island   | Democrat-Republican  |
| William H. Heald        | 1909-1913                       | Delaware       | Republican           |
| James C. Healey         | 1956-1965                       | New York       | Democrat             |
| William Randolph Hearst | 1903-1907                       | New York       | Democrat             |
| James P. Heath          | 1833-1835                       | Maryland       | Democrat             |
| Joel Heatwole           | 1895-1903                       | Minnesota      | Republican           |
| William Hebard          | 1849-1853                       | Vermont        | Whig                 |
| Ken Hechler             | 1959-1977                       | West Virginia  | Democrat             |
| Margaret Heckler        | 1967-1983                       | Massachusetts  | Republican           |
| James J. Heffernan      | 1941-1953                       | New York       | Democrat             |
| Joel Hefley             | 1987-2007                       | Colorado       | Republican           |
| Cecil Heftel            | 1977-1986                       | Hawaii         | Democrat             |
| George H. Heinke        | 1939-1940                       | Nebraska       | Republican           |
| Henry T. Helgesen       | 1911-1917                       | North Dakota   | Republican           |
| Louis B. Heller         | 1949-1954                       | New York       | Democrat             |
| George W. Hendee        | 1873-1879                       | Vermont        | Republican           |
| Bennett H. Henderson    | 1815-1817                       | Tennessee      | Democrat-Republican  |
| James H. D. Henderson   | 1865-1867                       | Oregon         | Republican           |
| Bill Hendon             | 1981-1982, 1985-1986            | North Carolina | Republican           |
| Joe Hendricks           | 1937-1949                       | Florida        | Democrat             |
| Thomas A. Hendricks     | 1851-1855                       | Indiana        | Democrat             |
| Eli J. Henkle           | 1875-1881                       | Maryland       | Democrat             |
| Bernhart Henn           | 1851-1855                       | Iowa           | Democrat             |
| Daniel M. Henry         | 1877-1881                       | Maryland       | Democrat             |
| Paul B. Henry           | 1985-1993                       | Michigan       | Republican           |
| Robert L. Henry         | 1897-1917                       | Texas          | Democrat             |
| William Henry           | 1847-1851                       | Vermont        | Whig                 |
| Winder Laird Henry      | 1894-1895                       | Maryland       | Democrat             |
| John C. Herbert         | 1815-1819                       | Maryland       | Federalist           |
| Albert S. Herlong, Jr.  | 1949-1969                       | Florida        | Democrat             |
| Binger Hermann          | 1885-1897, 1903-1907            | Oregon         | Republican           |
| Benigno C. Hernández    | 1915-1917, 1919-1921            | New Mexico     | Republican           |
| Manuel Herrick          | 1921-1923                       | Oklahoma       | Republican           |
| Dennis M. Hertel        | 1981-1993                       | Michigan       | Democrat             |
| John W. Heselton        | 1945-1959                       | Massachusetts  | Republican           |
| Floyd Hicks             | 1965-1977                       | Washington     | Democrat             |
| Daniel Hiester          | 1789-1795                       | Pennsylvania   | Anti-Administrație   |
| Daniel Hiester          | 1795-1796                       | Pennsylvania   | Democrat-Republican  |
| Daniel Hiester          | 1801-1804                       | Maryland       | Democrat-Republican  |
| Jack Hightower          | 1975-1985                       | Texas          | Democrat             |
| Fred H. Hildebrandt     | 1933-1939                       | South Dakota   | Democrat             |
| Baron Hill              | 1999-2005                       | Indiana        | Democrat             |
| Hugh L. W. Hill         | 1847-1849                       | Tennessee      | Democrat             |
| John B. P. C. Hill      | 1921-1927                       | Maryland       | Republican           |
| Knute Hill              | 1933-1943                       | Washington     | Democrat             |
| Rick Hill               | 1997-2001                       | Montana        | Republican           |
| Robert Potter Hill      | 1913-1915                       | Illinois       | Democrat             |
| Robert Potter Hill      | 1937                            | Oklahoma       | Democrat             |
| Samuel B. Hill          | 1923-1936                       | Washington     | Democrat             |
| William S. Hill         | 1941-1959                       | Colorado       | Republican           |
| Van Hilleary            | 1995-2003                       | Tennessee      | Republican           |
| Solomon Hillen, Jr.     | 1839-1841                       | Maryland       | Democrat             |
| James Hillhouse         | 1791-1795                       | Connecticut    | Pro-Administrație    |
| James Hillhouse         | 1795-1796                       | Connecticut    | Federalist           |
| Benjamin C. Hilliard    | 1915-1919                       | Colorado       | Democrat             |
| Earl F. Hilliard        | 1993-2003                       | Alabama        | Democrat             |
| Thomas C. Hindman       | 1859-1861                       | Arkansas       | Democrat             |
| William Hindman         | 1793-1795                       | Maryland       | Pro-Administrație    |
| William Hindman         | 1795-1799                       | Maryland       | Federalist           |
| James Hinds             | 1868                            | Arkansas       | Republican           |
| Edmund H. Hinshaw       | 1903-1911                       | Nebraska       | Republican           |
| Gilbert Hitchcock       | 1903-1905, 1907-1911            | Nebraska       | Democrat             |
| Peter Hoagland          | 1989-1995                       | Nebraska       | Democrat             |
| Ebenezer R. Hoar        | 1873-1875                       | Massachusetts  | Republican           |
| George Frisbie Hoar     | 1869-1877                       | Massachusetts  | Republican           |
| Rockwood Hoar           | 1905-1906                       | Massachusetts  | Republican           |
| Samuel Hoar             | 1835-1837                       | Massachusetts  | Național Republican  |
| Sherman Hoar            | 1891-1893                       | Massachusetts  | Democrat             |
| Charles B. Hoard        | 1857-1861                       | New York       | Republican           |
| Fetter S. Hoblitzell    | 1881-1885                       | Maryland       | Democrat             |
| George Hochbrueckner    | 1987-1995                       | New York       | Democrat             |
| Asa Hodges              | 1873-1875                       | Arkansas       | Republican           |
| George T. Hodges        | 1856-1857                       | Vermont        | Republican           |
| Joe Hoeffel             | 1999-2005                       | Pennsylvania   | Democrat             |
| John H. Hoffecker       | 1899-1900                       | Delaware       | Republican           |
| Walter O. Hoffecker     | 1900-1901                       | Delaware       | Republican           |
| Carl H. Hoffman         | 1946-1947                       | Pennsylvania   | Republican           |
| Clare Hoffman           | 1935-1963                       | Michigan       | Republican           |
| Elmer J. Hoffman        | 1959-1965                       | Illinois       | Republican           |
| Harold G. Hoffman       | 1927-1931                       | New Jersey     | Republican           |
| Henry W. Hoffman        | 1855-1857                       | Maryland       | American             |
| Josiah Ogden Hoffman    | 1837-1841                       | New York       | Whig                 |
| Michael Hoffman         | 1825-1833                       | New York       | Democrat             |
| Richard W. Hoffman      | 1949-1957                       | Illinois       | Republican           |
| Lawrence Hogan          | 1969-1975                       | Maryland       | Republican           |
| Herschel M. Hogg        | 1903-1907                       | Colorado       | Republican           |
| Samuel E. Hogg          | 1817-1819                       | Tennessee      | Democrat-Republican  |
| Einar Hoidale           | 1933-1935                       | Minnesota      | Democrat             |
| Martin Hoke             | 1993-1997                       | Ohio           | Republican           |
| Chester E. Holifield    | 1943-1974                       | California     | Democrat             |
| Harold C. Hollenbeck    | 1977-1983                       | New Jersey     | Republican           |
| Hal Holmes              | 1943-1959                       | Washington     | Republican           |
| Uriel Holmes            | 1817-1818                       | Connecticut    | Federalist           |
| Marjorie Holt           | 1973-1987                       | Maryland       | Republican           |
| Hart Benton Holton      | 1883-1885                       | Maryland       | Republican           |
| Nan Wood Honeyman       | 1937-1939                       | Oregon         | Democrat             |
| Frank Eugene Hook       | 1935-1943, 1945-1947            | Michigan       | Democrat             |
| Joseph L. Hooper        | 1925-1934                       | Michigan       | Republican           |
| Walt Horan              | 1943-1965                       | Washington     | Republican           |
| John S. Horn            | 1993-2003                       | California     | Republican           |
| Ralph Horr              | 1931-1933                       | Washington     | Republican           |
| Roswell G. Horr         | 1879-1885                       | Michigan       | Republican           |
| Frank O. Horton         | 1939-1941                       | Wyoming        | Republican           |
| Hezekiah L. Hosmer      | 1797-1799                       | New York       | Federalist           |
| John Hostettler         | 1995-2007                       | Indiana        | Republican           |
| Amo Houghton            | 1987-2005                       | New York       | Republican           |
| John C. Houk            | 1891-1895                       | Tennessee      | Republican           |
| Leonidas C. Houk        | 1879-1891                       | Tennessee      | Republican           |
| John Ford House         | 1875-1883                       | Tennessee      | Democrat             |
| Julius Houseman         | 1883-1885                       | Michigan       | Democrat             |
| Henry A. Houston        | 1903-1905                       | Delaware       | Democrat             |
| John W. Houston         | 1845-1851                       | Delaware       | Whig                 |
| Robert G. Houston       | 1925-1933                       | Delaware       | Republican           |
| Sam Houston             | 1823-1825                       | Tennessee      | Democrat-Republican  |
| Sam Houston             | 1825-1827                       | Tennessee      | Democrat             |
| William C. Houston      | 1905-1919                       | Tennessee      | Democrat             |
| Benjamin C. Howard      | 1829-1833, 1835-1839            | Maryland       | Democrat             |
| Edgar Howard            | 1923-1935                       | Nebraska       | Democrat             |
| Everette B. Howard      | 1919-1921, 1923-1925, 1927-1929 | Oklahoma       | Democrat             |
| Jacob M. Howard         | 1841-1843                       | Michigan       | Whig                 |
| James J. Howard         | 1965-1988                       | New Jersey     | Democrat             |
| Volney E. Howard        | 1849-1853                       | Texas          | Democrat             |
| William A. Howard       | 1855-1857                       | Michigan       | Opoziționist         |
| William A. Howard       | 1857-1859, 1860-1861            | Michigan       | Republican           |
| Allan Howe              | 1975-1977                       | Utah           | Democrat             |
| Joseph Howell           | 1903-1917                       | Utah           | Republican           |
| Roman Hruska            | 1953-1954                       | Nebraska       | Republican           |
| Jonathan Hatch Hubbard  | 1809-1811                       | Vermont        | Federalist           |
| Jay Abel Hubbell        | 1873-1883                       | Michigan       | Republican           |
| Robert J. Huber         | 1973-1975                       | Michigan       | Republican           |
| Winnifred S. M. Huck    | 1922-1923                       | Illinois       | Republican           |
| Grant M. Hudson         | 1923-1931                       | Michigan       | Republican           |
| Claude Benton Hudspeth  | 1919-1931                       | Texas          | Democrat             |
| Daniel Huger            | 1789-1793                       | South Carolina | Pro-Administrație    |
| George W. Hughes        | 1859-1861                       | Maryland       | Democrat             |
| William J. Hughes       | 1975-1995                       | New Jersey     | Democrat             |
| Cordell Hull            | 1907-1921, 1923-1931            | Tennessee      | Democrat             |
| Noble A. Hull           | 1879-1881                       | Florida        | Democrat             |
| Augustin Reed Humphrey  | 1922-1923                       | Nebraska       | Republican           |
| William Humphrey        | 1903-1917                       | Washington     | Republican           |
| Parry Wayne Humphreys   | 1813-1815                       | Tennessee      | Democrat-Republican  |
| James B. Hunt           | 1843-1847                       | Michigan       | Democrat             |
| Jonathan Hunt           | 1827-1832                       | Vermont        | Național Republican  |
| William Hunter          | 1817-1819                       | Vermont        | Democrat-Republican  |
| Benjamin Huntington     | 1789-1791                       | Connecticut    | Pro-Administrație    |
| Ebenezer Huntington     | 1810-1811, 1817-1819            | Connecticut    | Federalist           |
| Jabez W. Huntington     | 1829-1834                       | Connecticut    | Național Republican  |
| Adam Huntsman           | 1835-1837                       | Tennessee      | Democrat             |
| Joseph C. Hutcheson     | 1893-1897                       | Texas          | Democrat             |
| Asa Hutchinson          | 1997-2001                       | Arkansas       | Republican           |
| Edward Hutchinson       | 1963-1977                       | Michigan       | Republican           |
| Tim Hutchinson          | 1993-1997                       | Arkansas       | Republican           |
| Earl Hutto              | 1979-1995                       | Florida        | Democrat             |
| DeWitt Hyde             | 1953-1959                       | Maryland       | Republican           |
| Henry Hyde              | 1975-2007                       | Illinois       | Republican           |
| Samuel C. Hyde          | 1895-1897                       | Washington     | Republican           |
| John A. Hyman           | 1875-1877                       | North Carolina | Republican           |
| William J. Hynes        | 1873-1875                       | Arkansas       | Liberal Republican   |